# Richard Smeets
Richard Smeets (Gennep, 1955) is een Nederlandse beeldhouwer en kunstschilder werkzaam in Heijen.

## Leven en werk
Richard Smeets heeft zijn opleiding gevolgd aan de Stadsacademie Beeldende Kunsten in Maastricht. Sinds medio jaren ’80 is zijn werk te omschrijven als lyrisch-abstract. Naar eigen zeggen komt zijn werk tot stand in drie fasen. De basis vormt een ervaring, een herinnering, die de schilder vervolgens materialiseert in verf en kleur.
Richard Smeets maakt weinig gebruik van schetsen, maar werkt vanuit de indrukken die hij heeft in zijn geheugen. In die zin zijn zijn werken expressionistisch te noemen en kennen ze verwantschap met Willem de Kooning, Karel Appel, Pierre Alechinsky, Eugène Brands, Ger Lataster, Jef Diederen en Pieter Defesche. Tevens kiest hij zijn thema’s uit de traditie van de kunstgeschiedenis.
Aan het begin van zijn carrière vormt de vrouw het centrale thema in het werk. Daarna vormen zijn reizen naar onder andere Maleisië en Indonesië (het geboorteland van zijn moeder) de belangrijkste inspiratiebron. In de derde periode, die wij in zijn oeuvre kunnen onderscheiden, vormt het Nederlandse landschap het belangrijkste onderwerp. Ook laat hij zich inspireren door het beroemde werk ‘'Het vlot van de Medusa'’ van de Franse schilder Théodore Géricault, dat uitgangspunt vormt voor een reeks schilderijen die handelen over de vluchtelingenproblematiek op de Middellandse Zee. Dit project is getiteld ‘'l’histoire se répète'’ (2015 - 2018).
Smeets laat zich, evenals veel tijdgenoten, inspireren door muziek, en omgekeerd laten muzikanten Nard Reijnders (saxofoon) en Bart Jan Baartmans (gitarist) zich inspireren door de schilderkunst van Smeets, waardoor er een unieke wisselwerking tussen deze kunstvormen ontstaat, die is uitgevoerd door onder meer het Nederlands Blazers Ensemble.
Richard Smeets maakt tevens beelden van brons, corten-staal en polyester die nauw verwant zijn aan zijn schilderkunst. Een goed voorbeeld hiervan zijn de grote bronzen met de titel ‘'Tafelgesprekken'’. Samen met schrijfster Marion Bloem maakte Richard Smeets een boek waarin beiden op elkaars werk reageerden.

## Werk in openbare collecties
- Musiom, Amersfoort

## Fotogalerij

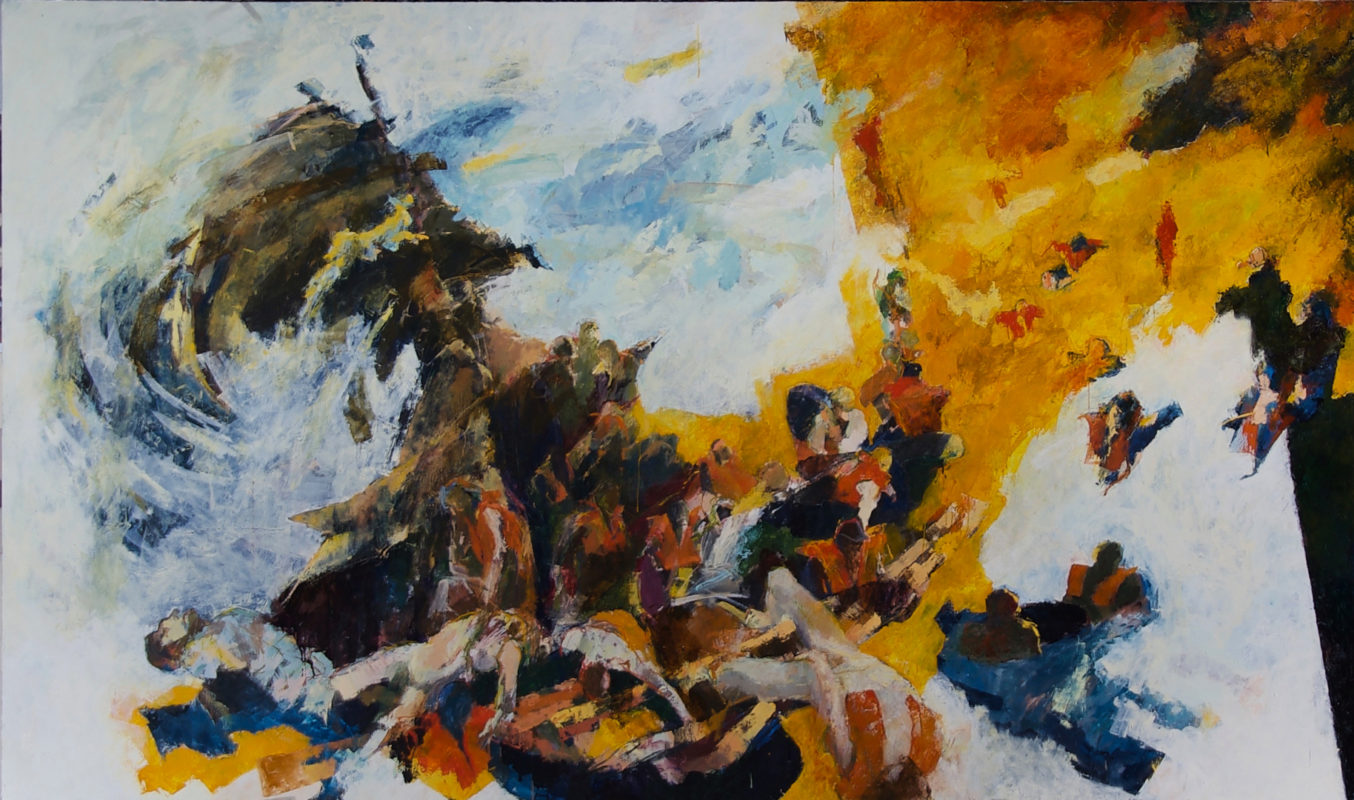
Medusa Project (2018)
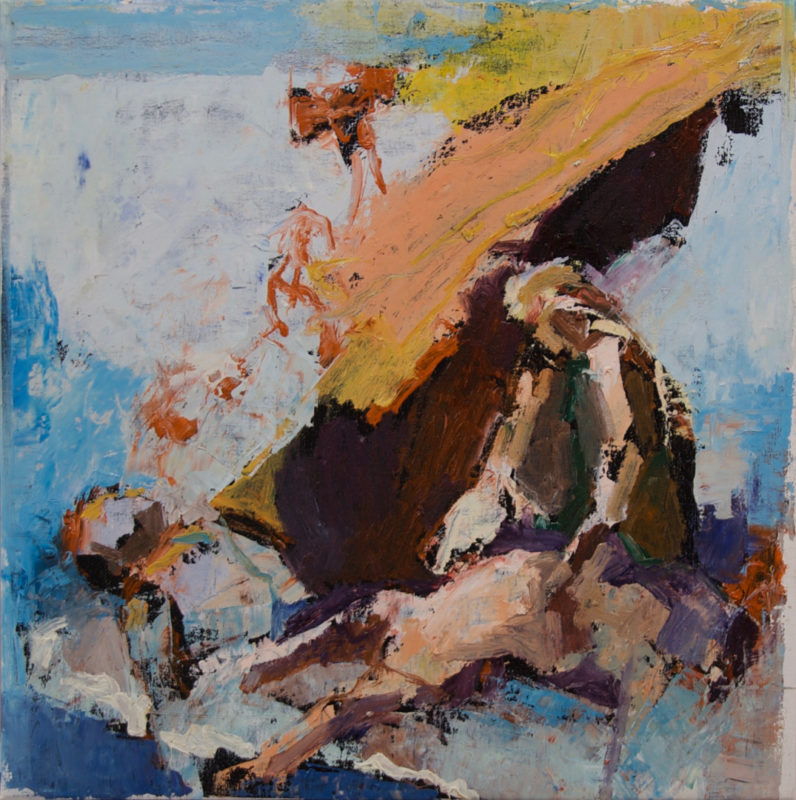
Medusa Project (2018)
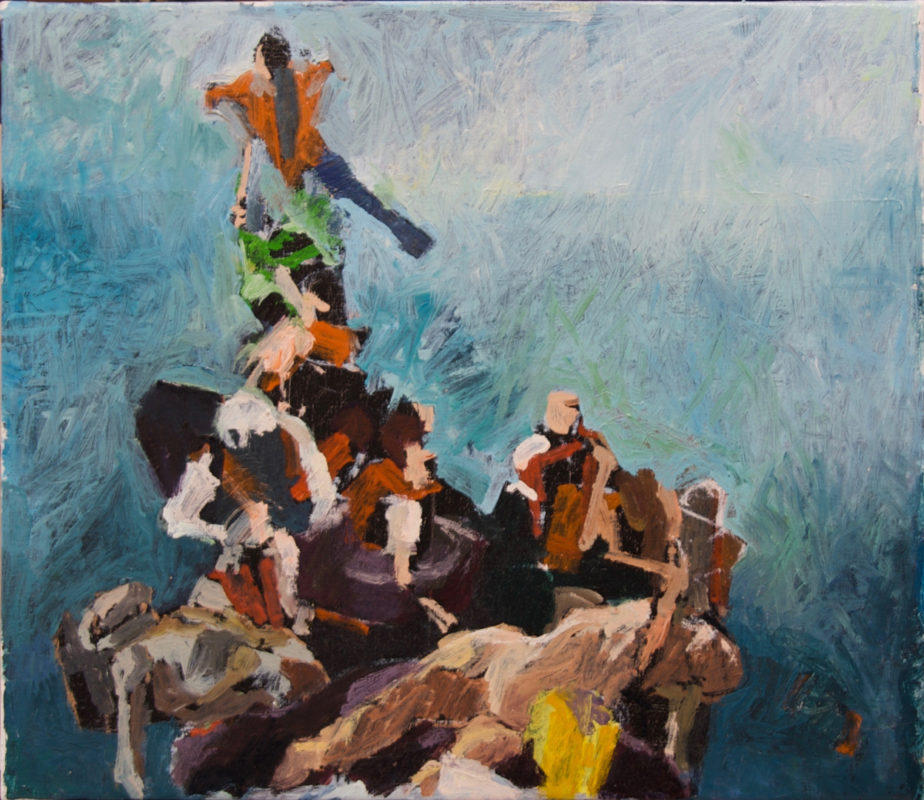
Medusa Project (2018)

- RKD-Nederlands Instituut voor Kunstgeschiedenis: 73220